# Aleksandr Romanow

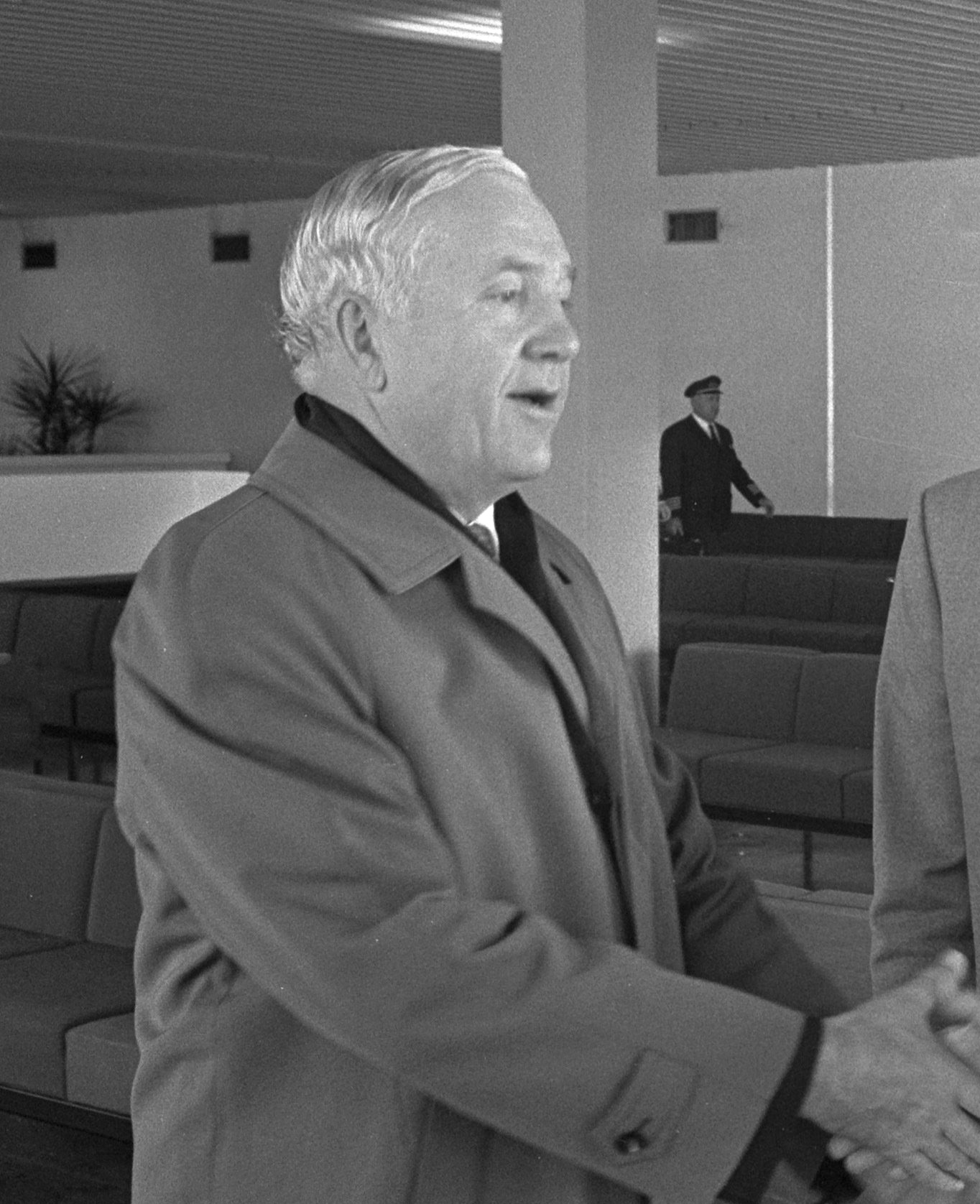
Aleksandr Romanow (1973)

Aleksandr Iosifowicz Romanow (ros. Алекса́ндр Ио́сифович Рома́нов, ur. 1912, zm. 1995) – radziecki dyplomata.
Miał wykształcenie wyższe techniczne i humanistyczne, był kandydatem nauk historycznych, należał do WKP(b), od 1946 pracował w Ministerstwie Spraw Zagranicznych ZSRR. Pracownik centralnego aparatu MSZ ZSRR, później w Ambasadzie ZSRR w W. Brytanii, 1963-1964 radca-pełnomocnik Ambasady ZSRR w W. Brytanii. Od 7 kwietnia 1964 do 20 sierpnia 1970 ambasador nadzwyczajny i pełnomocny ZSRR w Nigerii, później pracownik centralnego aparatu MSZ ZSRR, od 20 kwietnia 1973 do 1 lutego 1979 ambasador ZSRR w Holandii.